# Nicholas Steiner
Nicholas Steiner (* 28. Juni 1991 in Eggiwil) ist ein Schweizer Eishockeyspieler, der seit Juli 2018 beim EHC Kloten aus der Schweizer National League unter Vertrag steht und dort auf der Position des Verteidigers spielt.

## Karriere
Steiner durchlief alle Alterskategorien in der Nachwuchsabteilung des EHC Kloten, bevor er in der Saison 2009/10 sein Debüt in der höchsten Spielklasse der Schweiz gab. Im Sommer 2013 wechselte der Verteidiger in die National League B (NLB) zu den SCL Tigers. Nach nur einer Saison verliess Steiner die Emmentaler wieder und schloss sich dem EHC Biel an. Zur Saison 2018/19 kehrte er zum EHC Kloten zurück, mit dem im Frühjahr 2022 der Aufstieg in die National League gelang.

## Erfolge und Auszeichnungen
- 2012 Meister der NLB mit dem SC Langenthal
- 2022 Meister der Swiss League und Aufstieg in die National League mit dem EHC Kloten

## Karrierestatistik
Stand: Ende der Saison 2024/25

### International
Vertrat die Schweiz bei:
- U18-Junioren-Weltmeisterschaft 2009
- U20-Junioren-Weltmeisterschaft 2011

(Legende zur Spielerstatistik: Sp oder GP = absolvierte Spiele; T oder G = erzielte Tore; V oder A = erzielte Assists; Pkt oder Pts = erzielte Scorerpunkte; SM oder PIM = erhaltene Strafminuten; +/− = Plus/Minus-Bilanz; PP = erzielte Überzahltore; SH = erzielte Unterzahltore; GW = erzielte Siegtore; 1 Play-downs/Relegation; Kursiv: Statistik nicht vollständig)